# Ligamentum radiolunatum brevis
A ligamentum radiolunatum brevis egy apró szalag a csuklóban. Az orsócsontról (radius) és a holdascsont (os lunatum) voláris felszínén tapad. Ezen a részen a rostjai ízesülnek a ligamentum radiolunatum longus rostjaival (közkincs kép nem áll rendelkezésre).
Biomechanikai szempontból talán az egyik legfontosabb ligamentum carpi volare.